# Sybille Bedford
Sybille Bedford [nascida Sybille Aleid Elsa von Schoenebeck] (Charlottenburg, 16 de março de 1911- Londres, 17 de fevereiro de 2006) foi uma escritora e jornalista alemã nacionalizada britânica após a Segunda Guerra Mundial, que escreveu sua obra literária em inglês. Foi conhecida em especial por sua biografia do escritor Aldous Huxley.

## Biografia
Sybille Bedford nasceu em Charlottenburg, distrito de Berlin, na Alemanha, filha de um barão aristocrata alemão Maximilian Josef von Schoenebeck (1853-1925), aposentado oficial do exército, colecionador de arte e católico, e sua esposa, Elisabeth Bernhardt (1888-1937), alemã de origem judia. Seus pais se divorciaram quando ela era criança, e Bedford ficou com seu pai na Alemanha. Ele faleceu quando ela tinha 14 anos e Bedford foi viver com sua mãe na Itália. Por toda sua vida, foram habituais estadias na Inglaterra e viagens para a Itália transitando entre esses países. Com a ascensão do fascismo na Itália e do nazismo na Alemanha, a família mudou para se instalar na França, na localidade de Sanary-sul-Mer. Ali teve a oportunidade de conhecer outros intelectuais que seriam referentes no século XX, como Thomas Mann, exilado com sua família, Bertolt Brecht, René Schickel e Aldous Huxley, entre outros. Fez amizade com Thomas Mann e Huxley, mas foi este último e sua esposa quem mais a impressionaram. Huxley se tornou a figura quem a conduziu pelo mundo da literatura e converteu-se em «seu mentor e modelo intelectual», segundo suas próprias palavras. Em 1934, escreveu para uma revista de exilados alemães editada por Mann, Die Sammlung, um artigo literário no qual criticava fortemente ao regime nazista, que, segundo ela, era um exemplo de «até que profundidades podem levar a paixão sem a inibição [resultado] da inteligência e com o alento da estupidez sem fundo». Pouco depois, o regime nazista cancelou todas as suas contas bancárias na Alemanha retendo seu dinheiro e teve que sobreviver com a ajuda de seus amigos e dando aulas de idioma. 
Em 1934, casou-se por conveniência com Walter Bedford, que era homossexual, e conseguiu a nacionalidade britânica. O casal acabou se divorciando pouco depois, mas Bedford manteve o sobrenome e publicou toda sua obra posterior sob o nome de «Sybille Bedford». Quando estourou a Segunda Guerra Mundial e a ameaça nazista alcançou a França, ela resolveu deixar a Europa. Emigrou de Gênova para os Estados Unidos com a ajuda de Huxley, estabelecendo sua residência na Califórnia. Trabalhou como tradutora e secretária; ali apaixonou-se por Evelyn W. Gendel, que era casada e abandonou seu marido por Bedford para depois se dedicar à escrita e à edição. Ao finalizar o conflito em 1945, regressou ao Reino Unido, onde se estabeleceu definitivamente. Bedford começou sua relação com Eda Lord em 1955; elas permaneceram juntas até a morte de Lord em 1976.
Na Grã-Bretanha, dedicou-se completamente à literatura e seu primeiro livro de viagens em romance, A visit to Dom Otavio (Um visita para Dom Otávio), converteu-se em 1953 num sucesso literário. Depois seguiu uma novela que, em realidade, foi o primeiro livro de sua autobiografia, A legacy, um best-seller no mundo anglo-saxão; a este lhe seguiram outro três que terminaram por completar seu percurso vital: A favourite of the gods (1963), A compass erro (1968) e Jigsaw: an unsentimental education (1989). Com esta última obra, foi candidata ao prestigioso Booker Prize. Não obstante, fora do âmbito britânico e estadunidense, tem-se-lhe reconhecido em especial por sua biografia de Aldous Hugley publicada em 1973-1974 em dois volumes com o título Aldous Huxley: A biography. Bedford começou a trabalhar no texto ao conhecer a morte de Huxley dez anos dantes. A obra representa o primeiro estudo e um dos mais completos da personalidade e vida do autor estadunidense.

## Obra
- The Sudden View: a Mexican Journey, 1953 – um diário de viagem. Republicado por William Collins em 1960 como A Visit to Dom Otavio: a Traveller's Tale from Mexico, logo outra vez republicado, como A Visit to Dom Otavio: a Mexican Odyssey, por Eland em 1982.
- A Legacy, 1956 – seu primeiro romance, inspirado pelos primeiros anos da autora e o meio no qual cresceu. Com talento e perspicácia, o romance traça os mundos superpostos do aristocrata alemão refinado e inativo Julius von Felden e a rica família judia de Merz com a que se casa. A história está ambientada em Europa (sul da França, Paris, Espanha, Berlim e o campo alemão) a princípios do século XX.
- The Best We Can Do: (The Trial of Dr Adams), 1958 – novela do julgamento por assassinatos do suspeito assassino em série John Bodkin Adams.
- The Faces of Justice: A Traveller's report, 1961 – uma descrição dos sistemas legais de Inglaterra, Alemanha, Suíça e França.
- A Favourite of the Gods, 1963 – novela sobre uma herdeira norte-americana que se casa com um príncipe romano.
- A Compass Erro, 1968 – uma sequência do anterior, que descreve os amores da neta do protagonista dessa obra.
- Aldous Huxley: A biography, 1973 – biografia autorizada.
- Jigsaw: An Unsentimental Education, 1989 – sequência de Legacy, inspirado nas experiências da autora vivendo em Itália e França com sua mãe.
- As It Was: Pleasures, Landscapes and Justice, 1990 – coleção de peças de revistas sobre vários julgamentos, incluída a censura de Lady Chatterley's Lover, o julgamento de Jack Ruby, e o julgamento de Auschwitz, bem como peças sobre comida e viagens.
- Pleasures and Landscapes: A Traveller's Tais from Europe – reedição do anterior, eliminando as escrituras legais, e incluindo dois ensaios de viagem adicionais.
- Quicksands: A Memoir, 2005 – memória da vida da autora, desde sua infância em Berlim até suas experiências na Europa da pós-guerra.

## Honras
Sybille Bedford foi membro da Royal Society of Literature, do Pen Clube inglês e recebeu a Ordem do Império Britânico em 1984.